# Bel (mitologia)

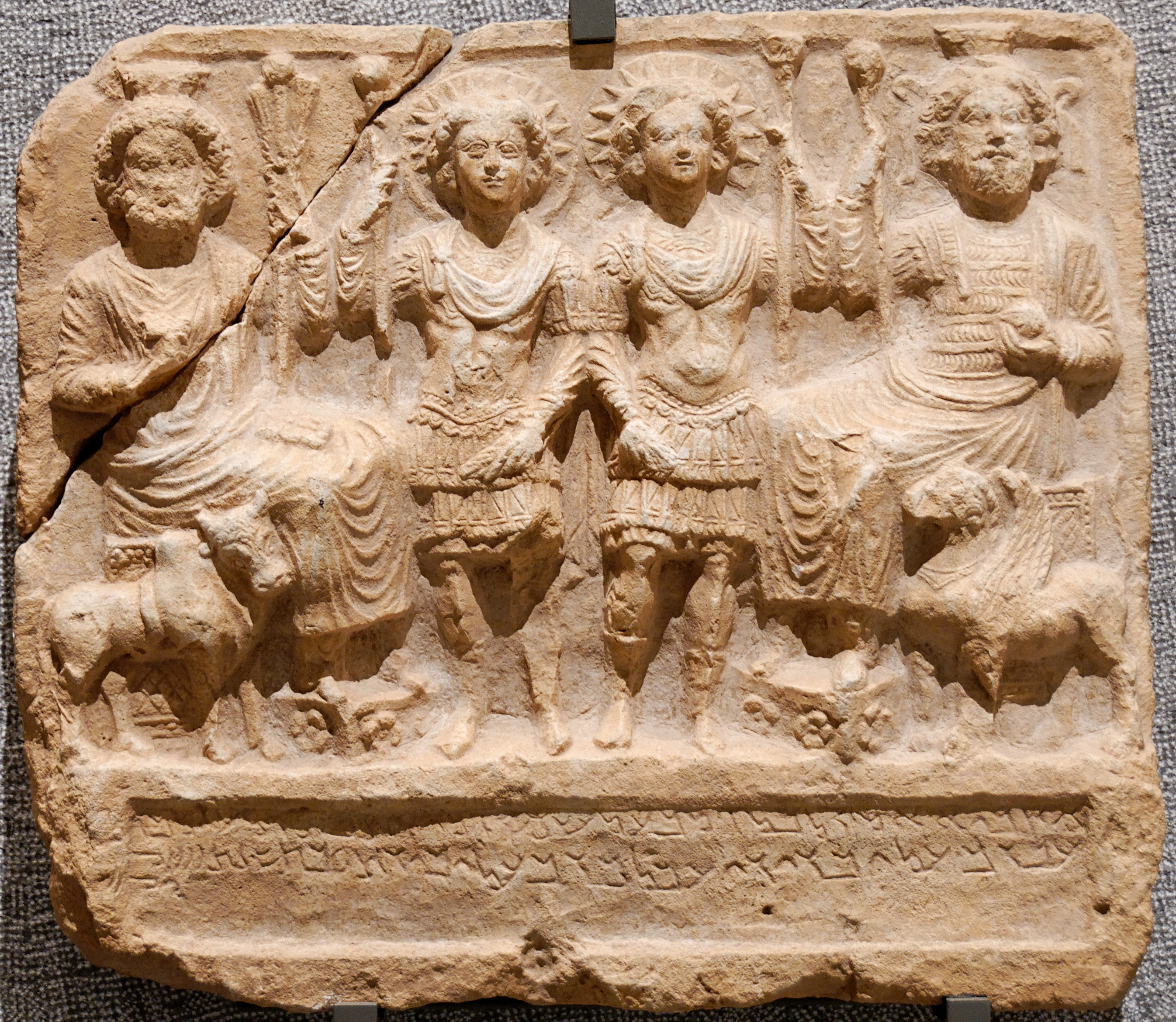
Relevo de Palmira do início do com representações de Bel (na extremidade esquerda), Baalshamin, e Aglibol

Bel (do acádio bēlu; "Senhor" ou "Amo") é, mais do que um nome propriamente dito, é um título usado para designar várias divindades mesopotâmicas antigas, nomeadamente na Acádia, Assíria, Babilónia e Suméria. O termo Bel, originário das línguas semitas orientais é equivalente a Ba´al ou Baal nas línguas semíticas do noroeste. A sua forma feminina é Belit (ou Bēltu ou Beltum; "Senhora" ou "Dona"). Bel é representado como Belo (em grego: Βῆλος; romaniz.: Bēlos; em latim: Belus) em grego e latim.[carece de fontes?]

## Título divino
Na Antiga Mesopotâmia, Bel foi um epíteto aplicado a vários deuses. Os autores gregos transliteraram-no como Belo e incorporaram-no na sua mitologia, que depois passou para a romana como Belo.[carece de fontes?]
Nas primeiras traduções, o ideograma que representava o deus sumério Enlil era lido como sendo equivalente ao acádio Bel, mas atualmente considera-se que isso é incorreto.[carece de fontes?]
Bel foi usado principalmente para designar o deus Marduque e nesse sentido entra na composição de vários nomes próprios assírios e neobabilónicos. Do mesmo modo, Belit foi usado como epíteto de Sarpanitu, esposa de Marduque, mas também da sua mãe, conhecida como Ninursague, Danquina ou Ninmah. Houve também outras divindades femininas de origem suméria que foram chamadas Belit–ili ("Senhora dos Deuses") em acádio.[carece de fontes?]
Ao longo dos séculos, houve outros deuses que receberam o título de Senhor e foram identificados, total ou parcialmente, com Bel Marduque. Também é provável que o Zeus Belos, mencionado por Sanconíaton como filho de Crono, se refira a Marduque.

## Menções literárias

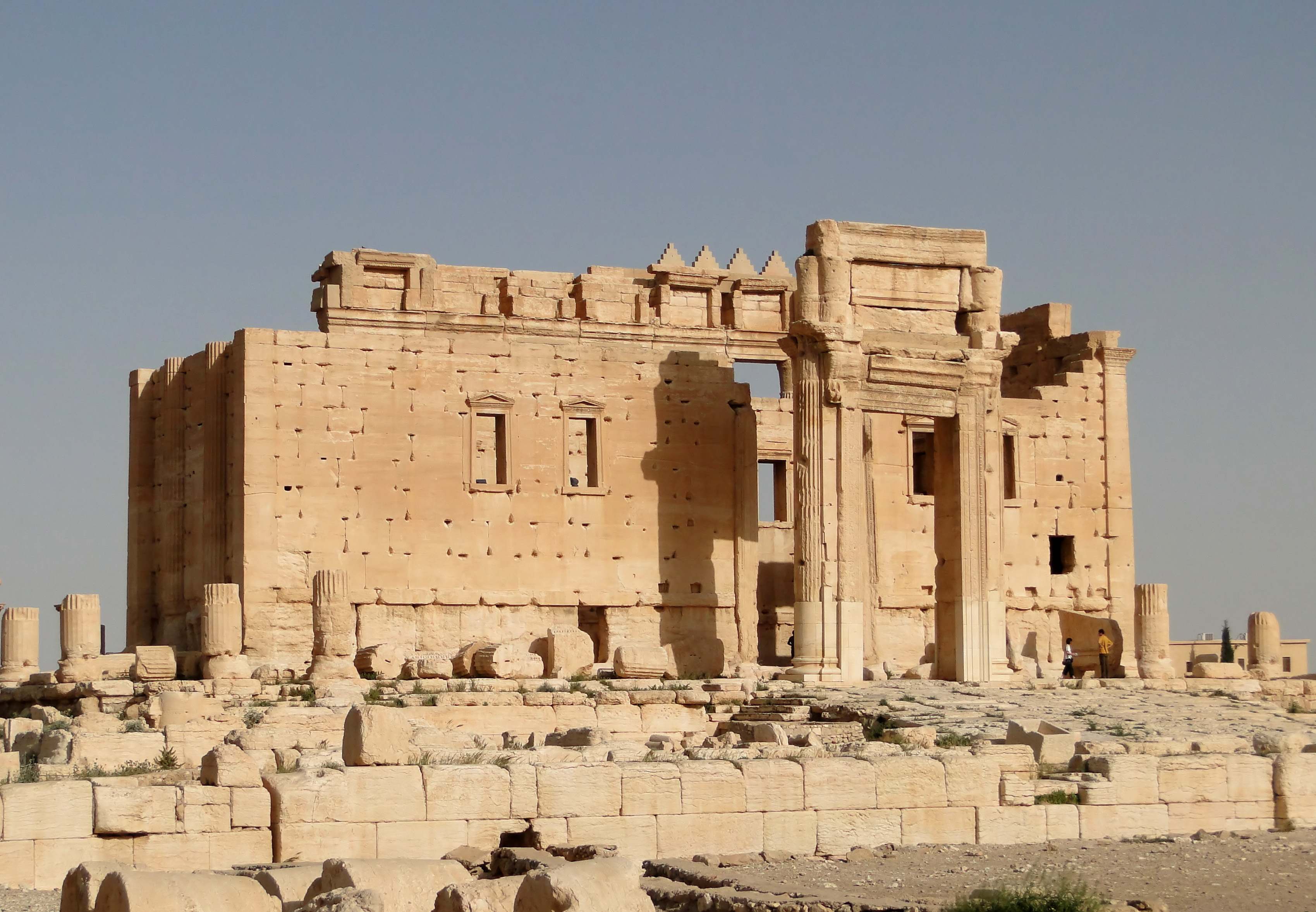
Templo de Bel em Palmira

Nos textos bíblicos, Bel é mencionado em Isaías (46:1,3) em Jeremias (50:24 e 51:44.5) Na secção deuterocanónica de Daniel (capítulo 14) também se fala de Bel num contexto satírico. Em todos estes casos, parece referir-se ao mesmo Marduque, anunciando a sua derrota e humilhação como divindade dos opressores de Israel.[carece de fontes?]
Lúcio Flávio Arriano (século II d.C.) menciona Bel no capítulo XIV do livro III na sua Anábase de Alexandre. Alexandre, o Grande, após ter-lhe sido entregue a cidade de Babilónia, ordena a reconstrução de todos os templos destruídos por Xerxes "em especial o de Bel, a quem os babilónios veneram mais do que a qualquer outro deus".[carece de fontes?]

## Achados arqueológicos
Na cidade de Hatra foi encontrada uma estátua de Bel. Na cidade de Palmira, o principal templo era dedicado a Bel, a designação local da principal divindade da cidade.  Esse tempo resistiu até ao século XXI, até ser destruído pelo Estado Islâmico do Iraque e do Levante, em agosto de 2015, por ter sido convertido primeiro em igreja e depois em mesquita.